# Carel Boshoff
Carel Willem Hendrik Boshoff (Nylstroom, 9 november 1927 -  Orania, 16 maart 2011) was een Afrikaner voorman en voormalig voorzitter van de Broederbond.
Boshoff was het tweede kind van Willem Sterrenberg Boshoff en Anna Maria (Annie) Boshoff. Annie was de tweede vrouw van Willem Sterrenburg. Uit dit huwelijk stammen zeven kinderen. Uit zijn eerste huwelijk had Willem Boshof zes kinderen. Carel Boshoff studeerde theologie aan de universiteit van Pretoria en deed zendingswerk in de provincie Transvaal. Hij sprak vloeiend iSipedi (Noord-Sotho) en was secretaris voor het zendingswerk van de Nederduits Gereformeerde Kerk. Boshoff trouwde in 1954 met Anna Verwoerd, de dochter van Hendrik Verwoerd, de latere premier van Zuid-Afrika.

## Maatschappelijke functies
Boshoff was maatschappelijk zeer actief en invloedrijk in het Zuid-Afrika ten tijde van de apartheid. Zijn belangrijkste functie was van 1980 tot 1983 het voorzitterschap van de Broederbond. Vanaf 1994 was hij voorzitter van het Vrijheidsfront Plus in de Noord-Kaap.
In 1988 richtte hij de Afrikaner Vryheidstigting op en in 1990 de nederzetting Orania, die bedoeld is om de kern te zijn van een volkstaat,  waar Afrikaners hun culturele eigenheid willen bewaren.
| Positie                | Organisatie                                                       | Aangesteld | Uitgetreden |
| ---------------------- | ----------------------------------------------------------------- | ---------- | ----------- |
| Voorzitter             | Orania Vertegenwoordigende Raad                                   | 2000       | 2006        |
| Voorzitter             | Orania Bestuurdienste (Edms) Bpk.                                 | 1990       |             |
| Stichter en directeur  | Afrikanervryheidstigting / Orania Beweging                        | 1988       |             |
| Voorzitter             | Afrikaanse Gereformeerde Bond                                     | 1987       |             |
| Voorzitter             | Afrikaner Volkswag (Cultuurorganisatie)                           | 1984       | 1999        |
| Voorzitter             | Afrikaner Broederbond                                             | 1979       | 1983        |
| Stichter en voorzitter | Instituut voor Missiologisch onderzoek, Universiteit van Pretoria | 1979       | 1988        |
| Voorzitter             | Zuid-Afrikaans Bureau voor Rassenaangelegenheden                  | 1972       | 1999        |
| Lid                    | Raad van het Randse Onderwijscollege                              | 1963       | 1979        |
| Voorzitter             | Nederduits Gereformeerde Kerkboekhandel                           | 1988       | 1988        |
| Lid                    | Provinciaal parlement van de Noord-Kaap                           | 1994       | 2001        |
| Afgevaardigde          | Conferentie van het Gemenebest van Naties, Australië              | 2000       | 2000        |
| Nationale leider       | Voortrekkers (padvindersorganisatie)                              | 1981       | 1989        |
| Decaan                 | Faculteit Theologie, Universiteit van Pretoria                    | 1978       | 1981        |
| Zendeling              | Nederduits Gereformeerde Kerk                                     | 1953       | 1963        |